# Macdonald Ngwa Niba
Macdonald Ngwa Niba (sinh 8 tháng 8 năm 1994) là một cầu thủ bóng đá Cameroon hiện tại thi đấu cho câu lạc bộ Fortuna Liga FC Nitra ở vị trí trung vệ.

## Sự nghiệp câu lạc bộ

### FC Nitra
Anh ra mắt tại Fortuna Liga cho FC Nitra trước MŠK Žilina ngày 22 tháng 7 năm 2017.